# Збислава Святополківна
Збислава Святополківна (1085—1090 — 1112—1114) — давньоруська княжна з династії Рюриковичів, дочка великого князя київського Святополка Ізяславича, правнучка великого князя київського Ярослава Мудрого. Дружина польського князя Болеслава III Кривоустого, котрий був онуком Доброніги-Марії, дочки великого князя київського Володимира Святославича.

## Життєпис
Матір Збислави була представницею чеської династії Пржемисловичів, що вийшла заміж за Святополка Ізяславича. Збислава згадується в Повісті врем'яних літ, де записано, що Збислава була відправлена в 1102 році до Польщі на весілля з Болеславом III Кривоустим. Останній вів міжусобну боротьбу зі своїм зведеним братом Збігнєвом і хотів мати за союзників київських і угорських князів. Весілля зі Збиславою відбулося взимку 1102—1103 років. У зазначеного подружжя було троє дітей: майбутній польський князь Владислав II Вигнанець, що народився в 1105 році; син Станіслав (*1108 р.), який помер у юнацькому віці; дочка на ім'я Юдіф-Марія (*1111 р.), майбутня дружина муромського князя Всеволода Давидовича.
Дата смерті Збислави не до кінця відома. Деякі джерела вказують на період 1109—1112 років. У сучасних джерелах вважається, що вона могла прожити до 1114 року, після чого Болеслав III одружився з Соломією фон Берг-Шельклінген.

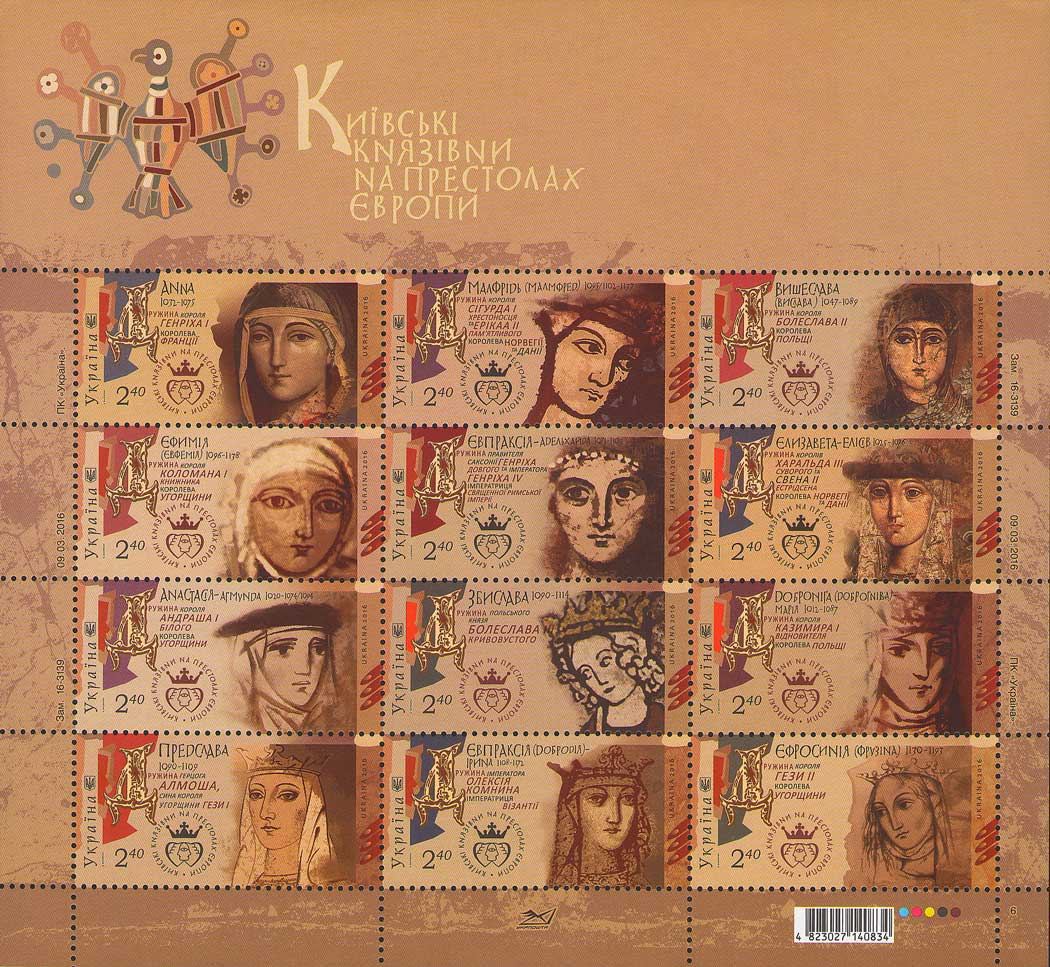
Марковий аркуш 2016 року «Київські князівни на престолах Європи», на якому, зокрема, зобразили Збиславу.

Серед нащадків Збислави Святополківни — королева Кастилії й Леону, імператриця всієї Іспанії Рихеза Сілезька; королева Арагону Санча Кастильська; королева Угорщини та імператриця Священної Римської імперії Констанція Арагонська; королі Англії: Едуард I Довгоногий, Едуард II Карнарвонський, знамениті королі-герої шекспірівських п'єс — Едуард III, Генріх IV і Генріх V; класик англійської літератури лорд Джордж Ноель Гордон Байрон тощо.

## Пам'ять
Збиславу Святополківну зобразили на марковому аркуші 2016 року «Київські князівни на престолах Європи».